# La Puisaye
La Puisaye é uma comuna francesa na região administrativa do Centro, no departamento Eure-et-Loir. Estende-se por uma área de 20,8 km². Em 2010 a comuna tinha 276 habitantes (densidade: 13,3 hab./km²).